# Amt Elmshorn-Land
Het Amt Elmshorn-Land is een Amt in de Duitse deelstaat Sleeswijk-Holstein. Het omvat zeven gemeenten in de Kreis Pinneberg. Het bestuur voor het Amt is gevestigd in de stad Elmshorn. Die stad maakt zelf geen deel uit van het Amt.

## Deelnemende gemeenten
1. Klein Nordende
2. Klein Offenseth-Sparrieshoop
3. Kölln-Reisiek
4. Raa-Besenbek
5. Seester
6. Seestermühe
7. Seeth-Ekholt